# Colin Mayes
Colin N. Mayes (né le 11 avril 1948 à New Westminster, Colombie-Britannique) est un homme politique canadien.

## Biographie
Il a été député à la Chambre des communes du Canada, représentant la circonscription britanno-colombienne de Okanagan—Shuswap de 2006 à 2015 sous la bannière du Parti conservateur du Canada. Il ne s'est pas représenté en 2015.
Avant d'être élu à la Chambre des communes, il est maire de Dawson City (Yukon) et de Salmon Arm (Colombie-Britannique). Il a déjà été candidat du Parti progressiste-conservateur du Yukon et du Parti réformiste de la Colombie-Britannique. En 2006, il est élu dans Okanagan—Shuswap avec 44,86 % des voix. Il est président du Comité permanent des affaires autochtones et du développement du Grand Nord de la Chambre des communes.
En avril 2006 il a créé une petite controverse lorsqu'il déclare, dans une lettre envoyé à plusieurs journaux locaux de sa circonscription, que le public aurait peut-être accès à plus d'« informations véridiques et exactes » si certains journalistes faisaient face à la prison. Il retire ces commentaires le jour après les avoir fait.